# Transformatorhuisje (Groenlo)
Het Transformatorhuisje aan de Boompjeswal in Groenlo is gebouwd rond de jaren 1925 / 1932. Het huisje is vermoedelijk naar ontwerp van Gerrit Versteeg met elementen van de Nieuwe Haagse School en Amsterdamse School. Het gebouw kent enkele opvallende kenmerken, te weten het schilddak met overstek en steenkleurgebruik. Door het gebruik van de verschillende kleuren stenen, te weten zwart, lichtbruin en geel, worden de muren in diverse delen verdeeld. 
Het transformatorhuisje staat op een invalsweg van het centrum van Groenlo op delen van de voormalige omwalling van de vestingstad. Het is in 1999 aangewezen als rijksmonument met als redenen de stijlkenmerken, de ligging en de cultuurhistorische waarde.